# Steve Kloves
Steve Kloves  (sinh ngày 18 tháng 03 năm 1960) là một nhà biên kịch, chủ yếu nổi tiếng với các chuyển thể các tiểu thuyết, đặc biệt là chuyển thể kịch bản loạt phim Harry Porter và Wonder Boys. Ông cũng đã đạo diễn hai bộ phim Kloves, sinh ra ở Austin, Texas. Ông lớn lên ở Sunnyvale, California, nơi anh tốt nghiệp từ trường trung học Fremont. Ông học tại đại học California, Los Angeles nhưng đã bỏ học.